# 浅野妙子
浅野 妙子（あさの たえこ、1961年10月4日 - ）は、日本の脚本家。神奈川県出身。慶應義塾大学文学部仏文科卒業。同大学院文学研究科修士課程修了。
1994年、『無言電話』で第7回フジテレビヤングシナリオ大賞の佳作を受賞。その後、『ラブジェネレーション』『神様、もう少しだけ』『大奥』『ラスト・フレンズ』など、数々の話題作を発表。2006年の連続テレビ小説『純情きらり』の脚本も執筆している。

## 作品

### テレビドラマ
- Age,35 恋しくて（1996年、フジテレビ）デビュー作
- TOKYO23区の女「葛飾区の女」（1996年、フジテレビ）
- ミセスシンデレラ（1997年、フジテレビ）
- ラブジェネレーション（1997年、フジテレビ）
- 神様、もう少しだけ（1998年、フジテレビ）
- パーフェクトラブ!（1999年、フジテレビ）
- 二千年の恋（2000年、フジテレビ）
- 婚外恋愛（2002年、テレビ朝日）
- 薔薇の十字架（2002年、フジテレビ）
- 怪談百物語（2002年、フジテレビ）
- 大奥シリーズ（フジテレビ）
  - 大奥（2003年）
  - 大奥スペシャル〜幕末の女たち〜（2004年）
  - 大奥〜第一章〜（2004年）
  - 大奥スペシャル 桜散る（2005年）
  - 大奥〜華の乱〜（2005年）
  - 大奥スペシャル 悲恋の果てに（2005年）
- ちょっと待って、神様（2004年、NHK）
- アイ’ム ホーム 遥かなる家路（2004年、NHK）
- 土曜ワイド劇場特別企画 悪魔のような女 私と一緒に夫を殺して!（2005年、テレビ朝日）
- 連続テレビ小説 純情きらり（2006年、NHK）
- 眉山（2008年、フジテレビ）
- ラスト・フレンズ（2008年、フジテレビ）
- キャットストリート（2008年、NHK）
- イノセント・ラヴ（2008年、フジテレビ）
- JNN50周年記念スペシャルドラマ 父よ、あなたはえらかった〜1969年のオヤジと僕（2009年、TBS）
- 八日目の蝉（2010年、NHK）
- 月の恋人〜Moon Lovers〜（2010年、フジテレビ）
- 第10回文芸社ドラマスペシャル あの海を忘れない 〜若年性アルツハイマー病を支えて〜（2011年、テレビ朝日）
- 終戦記念ドラマスペシャル この世界の片隅に（2011年、日本テレビ）
- カレ、夫、男友達（2011年、NHK）
- 天の方舟（2012年 - 2013年、WOWOW）
- 松本清張スペシャル 時間の習俗（2014年、フジテレビ）
- お家さん（2014年、読売テレビ)
- ドラマスペシャル 松本清張「霧の旗」（2014年、テレビ朝日）
- 美しき罠〜残花繚乱〜（2015年、TBS）
- だから荒野（2015年、NHK BSプレミアム）
- 松本清張特別企画・共犯者（2015年、テレビ東京）
- はぴまり〜Happy Marriage!?〜（2016年、Amazonプライムビデオ）
- 松本清張スペシャル かげろう絵図（2016年、フジテレビ）
- 望郷 「みかんの花」（2016年9月28日、テレビ東京）
- 女の勲章（2017年、フジテレビ）
- ごめん、愛してる（2017年、TBS）
- 黄昏流星群〜人生折り返し、恋をした〜（2018年、フジテレビ）[1]
- デジタル・タトゥー（2019年、NHK）[2]
- 13（サーティーン）（2020年、東海テレビ・フジテレビ系）[3]
- 黒革の手帖～拐帯行～（2021年、テレビ朝日）
- 恋なんて、本気でやってどうするの?（2022年、関西テレビ・フジテレビ系）
- プリズム（2022年、NHK総合）[4]
- モアザンワーズ / More Than Words（2022年、Amazonプライムビデオ）
- たとえあなたを忘れても（2023年、朝日放送テレビ・テレビ朝日系）

### 映画
- NANA（2005年、東宝）
- 大奥（2006年、東映）
- ICHI（2008年、ワーナー・ブラザース）
- 今日、恋をはじめます（2012年、東宝）
- クローバー（2014年、東宝）
- 彼女がその名を知らない鳥たち（2017年、クロックワークス）
- ママレード・ボーイ（2018年、ワーナー・ブラザース）
- あのコの、トリコ。（2018年、ショウゲート）
- 最高の人生の見つけ方（2019年、ワーナーブラザーズ映画）
- ファーストラヴ（2021年、KADOKAWA）[5]

## 受賞歴
- 1998年
  - 第18回ザテレビジョンドラマアカデミー賞 脚本賞（『神様、もう少しだけ』）[6]
- 2007年
  - 第15回橋田賞（『純情きらり』）[7][8]